# Chiesa di Sant'Antonio di Padova (Ugento)
La chiesa di Sant'Antonio di Padova è una chiesa di Ugento, in provincia di Lecce.

## Storia
La chiesa è annessa all'ex monastero dei Frati Minori Osservanti, ora museo archeologico. Il monastero fu fatto edificare dal conte di Ugento Angilberto del Balzo intorno al 1473 e fu intitolato a Santa Maria della Pietà. In seguito alla confisca dei beni ecclesiastici nel 1861 in concomitanza dell'annessione del Regno delle due Sicilie al Regno d'Italia, il monastero divenne proprietà comunale ad opera dei nuovi amministratori Comunali di stampo liberal-borghese, e la chiesa rimase per lungo tempo chiusa al culto. Al causa di tali confische, il Vescovo di Ugento Mons. Francesco Bruni, protestò con una lettera al Ministro della Giustizia Giovanni Battista Cassinis del neonato Regno d'Italia. Il Vescovo fu arrestato e allontanato a Lecce, e la sede vescovile di Ugento rimase vacante per undici anni. La Chiesa fu riaperta con la costituzione della Confraternita della Madonna Addolorata.

## Architettura
La chiesa, risalente al XVII secolo, presenta una semplice facciata con portale architravato e finestra posti in asse. Il coronamento orizzontale è spezzato dalla statua in pietra raffigurante sant'Antonio di Padova. L'interno è a navata unica e ospita nove altari adorni da tele del pittore ruffanese Saverio Lillo. Oltre all'altare maggiore, sono presenti gli altari dell'Immacolata, di san Giuseppe, di sant'Antonio di Padova, del Crocifisso, della Madonna di Costantinopoli, dell'Addolorata, di san Francesco d'Assisi e di san Domenico. Si conserva un originario organo seicentesco.